# Go Go Around Italy
Go Go Around Italy è una serie televisiva d'animazione prodotta da Intergea e Armosia Italia in collaborazione con Rai Kids e Movimenti Production, con il contributo di Apulia Film Commission e Regione Puglia; è composta da venti episodi da sette minuti ciascuno e, a partire dall'autunno del 2015 e terminando nell'inverno del 2020, è in corso di programmazione su Rai 3 e Rai Gulp. La serie, di cui è pronta per una seconda stagione in venti episodi e quattro puntate speciali da novembre 2025 , si rivolge a un pubblico di spettatori dai 4 ai 9 anni e narra le divertenti peripezie di due bambini e di un piccolo extraterrestre attraverso alcune delle località più belle d'Italia.

## Trama
I cuginetti Cipo e Mia stanno giocando nel Parco Robinson di Gravina in Puglia, un ridente borgo dell'Italia del Sud, quando improvvisamente vedono planare giù dal cielo uno strano velivolo. A pilotarlo è un bizzarro esserino verde con tre occhi, un piccolo extraterrestre dall'aria frastornata e disorientata che dice di chiamarsi Zet e di essere giunto sulla Terra da una lontana galassia con una missione speciale: scoprire la formula segreta che ha reso l’Italia ricchissima di bellezze artistiche e paesaggistiche che ne fanno un Paese unico al mondo. Tale formula, consegnata agli scienziati alieni, consentirà loro di rendere il proprio pianeta bello come l'Italia. Zet invita così Cipo e Mia a salire sulla sua Nuvola Volante e insieme partono per un'indimenticabile avventura alla scoperta del Bel Paese. L'astronave, dotata di ogni comfort e costruita in un materiale alieno ignoto ai terrestri che la rende leggerissima e resistente alle più pericolose tempeste galattiche, è munita di tre potentissimi motori ecologici che raccolgono i detriti orbitanti intorno alla Terra e li trasformano in energia cinetica che le permette di sfrecciare tra le nuvole a una velocità supersonica. Il viaggio dei tre amici si dipana così, tra lo stupore della scoperta e il divertimento, attraverso le bellezze naturali e artistiche, spesso poco conosciute, di tutte le regioni italiane: dalle città d'arte, con i loro capolavori unici al mondo, ai meravigliosi borghi, ai siti UNESCO, ai parchi naturali, ai parchi a tema, senza trascurare le ricche tradizioni enogastronomiche e popolari.

## Episodi

### Stagione 1
1. Toscana
Mia, Cipo e l’agente speciale alieno Zet attivano il cervellone della Nuvola Volante e partono per la loro prima missione: direzione Toscana! La navicella attraversa il cielo zigzagando fino a sorvolare le bellissime colline della terra di Dante, facendo poi tappa a Firenze e quindi a Pisa per visitarne la spettacolare Torre Pendente. I tre amici approdano quindi nel magico parco di Pinocchio, dove Zet sperimenta l'effetto delle sue bugie: il naso comincia a crescergli come quello del celebre burattino. Terrorizzato da quel prodigio corre a rotta di collo fino a tuffarsi in un laghetto finendo quasi tra le fauci della balena. Il viaggio si trasforma così in una esilarante avventura tra cultura e divertimento.
2. Marche
Un urlo lancinante terrorizza il gruppetto di viaggiatori: è l'urlo di Mia al cospetto di una innocua rana scambiata per un mostro minaccioso. L'imprevisto non frena i tre amici dal partire per un nuovo viaggio: questa volta la destinazione sono le Marche. Il tour li porterà ad Ancona, quindi sul suggestivo Monte Conero, a Numana per il "Tartaday”, nella splendida città di Urbino e infine a Fermignano per il Palio delle Rane. Spinto dalla sua passione per gli animali, Zet farà salire centinaia di verdi anfibi sulla Nuvola Volante, ripartendo a tutto sprint per una nuova avvincente avventura.
3. Molise
Un fracasso sveglia Cipo: la giornata comincia a ritmo di musica rock con Mia e Zet alle prese con le prove del nuovo pezzo della band che hanno messo su. È ormai tempo di ripartire per una nuova missione: si va in Molise! Una regione poco conosciuta ma ricca di bellezze naturali e di specialità gastronomiche. Sarà un tour da Campobasso a Isernia, ad Agnone, tra castelli, parchi naturali e il Museo della Campana. Il magico viaggio termina nella fiabesca Riserva Naturale di Collemeluccio - Montedimezzo.
4. Puglia
Una festa a sorpresa per il compleanno di Zet, organizzata da Mia e Cipo, anima la già movimentata routine sulla Nuvola Volante. Bendato dai due amici, il piccolo alieno arriva trotterellando nella sala della festa e si commuove davanti ai festoni colorati. Quell'inaspettato party è solo il preludio di un nuovo viaggio con destinazione Puglia! Tappa dopo tappa i tre approderanno a Bari, ad Alberobello con i suoi magici trulli, passando per Gravina col suo suggestivo ponte, Castel del Monte e le fiabesche Grotte di Castellana che tanto ricordano a Zet il suo pianeta. Il viaggio si conclude con un tuffo nella soleggiata Baia delle Zagare, ai piedi del Monte Gargano.
5. Trentino-Alto Adige
Montagne innevate e mozzafiato, l’incantevole Lago di Braies sono gli scenari della nuova missione di Zet, Cipo e Mia. I tre sono impegnati in una battaglia a palle di neve, ma è ora di smettere e di partire  a bordo della Nuvola Volante per il Trentino - Alto Adige! Ė proprio nel Lago di Braies che Cipo fa uno dei suoi perfidi scherzi a Zet facendolo cadere nell’acqua gelida da cui il piccolo alieno esce trasformato in un cubetto di ghiaccio. Ma le disavventure non sono finite: la Nuvola Volante è pronta per ripartire quando una valanga di neve la ricopre fino a farla scomparire. Un viaggio davvero movimentato dal quale tutti tornano carichi di emozioni ma anche con un brutto raffreddore.
6. Veneto
Zetta sembra essere sparita nel nulla, non risponde più ai messaggi, e questo getta il fidanzato Zet nello sconforto fino a inondare di lacrime l'astronave Nuvola Volante. Mia e Cipo provano però a titarlo su di morale proponendogli di partire per una nuova missione: destinazione Veneto! Scopriranno così Venezia, Padova e Verona dove, sul celebre balcone di Giulietta, Zet ritrova la sua amata e l'amore torna a trionfare.
7. Campania
Zet ha fame ma il panino “cosmico” che ha appena preparato viene risucchiato fuori dal finestrino della Nuvola Volante. La giornata parte nel peggiore dei modi, ma ecco che Mia e Cipo gli propongono di partire per una nuova missione: si va in Campania! Napoli brulica di vita e nei suoi incantevoli vicoli aleggiano odori di leccornie. Zet, sempre più affamato, decide allora di comprarsi una pizza e di portarsela sulla Nuvola Volante...ma un ennesimo sfortunato imprevisto è lì ad aspettarlo dietro l'angolo!
8. Liguria
I compiti delle vacanze sono per Cipo ancora un miraggio e nel tentativo di svicolare dallo studio, affida al suo avatar nel Metaverso  il compito di studiare al posto suo mentre lui parte per una nuova meta: la Liguria! Luoghi meravigliosi li aspettano: da Genova cinta dal Mar Ligure, a Sanremo, alle Cinque Terre. Intanto lo stratagemma escogitato consente a Cipo di non perdere occasione per esibire spavaldamente il suo sapere, quand'ecco che Mia comincia ad avere dei sospetti. Alla fine si scoprirà la verità e a Cipo non resterà che darsela a gambe...
9. Umbria
Anche gli alieni puzzano se non si lavano e Zet non lo fa da due settimane. L'aria è irrespirabile e Mia lo insegue con spugna e sapone ma l’alieno le chiede una tregua proponendo una nuova missione: destinazione Umbria! Perugia, Assisi e Spoleto sono le mete del tour. Golosissimo, Zet si imbratta di cioccolato mentre, nel tentativo di profumarsi evitando di farsi una doccia, si rotola tra i fiori di Spello. A Mia non rimane che ricorrere al teletrasporto per un indimenticabile tuffo nelle acque della Cascata delle Marmore.
10. Valle d'Aosta
Mentre Zet poltrisce sul suo divano, Mia fa da personal trainer a Cipo stimolandolo all'azione all'insegna del motto “Mens sana in corpore sano”! Ma il ragazzino fa fatica a seguirla. Zet, a furia di ingurgitare ghiottonerie, è visibilmente ingrassato e nel passo è più lento di una lumaca. Per tentare di sbloccare la stuazione non rimane che partire per una nuova missione: si va in Valle d'Aosta, terra di spettacolari montagne. Cipo, Mia e Zet visitano Aosta, si lasciano ammaliare dalla maestosità del Monte Bianco e raggiungono altri luoghi pieni di fascino. L'entusiasmo di Mia è incontenibile, mentre Zet è sempre più pigro e Cipo sempre più stanco.
11. Calabria
Accantonata l'idea di mettersi a dieta, Zet fa da giudice di una sfida ai fornelli tra Cipo e Mia, finendo ovviamente col mangiare troppo! Ma alla fine si riparte per una nuove avventura che questa volta ha come meta la Calabria: visitano il capoluogo Catanzaro, il bellissimo borgo di Altomonte, l'affascinante città fantasma di Pentedattilo, l'antichissima città di Cosenza, lo splendido borgo costiero di Tropea e Reggio Calabria con i suoi Bronzi di Riace. Risaliti sulla Nuvola Volante, Zet prepara un piatto calabrese piccante rivelando così la sua improvvisa passione per il peperoncino.
12. Lazio
Mia e Cipo stanno guardando un film horror mentre Zet, spaventatissimo, corre a rifugarsi sotto il letto. I due cuginetti lo rassicurano proponendogli di ripartire per visitare il Lazio, e poiché Zet è alle prese con un’altra delle sue bizzarre idee, ossia quella di diventare attore, Cipo e Mia decidono di dare la caccia alla location ideale per il suo film. Visitano così il Colosseo, il quartiere medievale di Viterbo e il Parco dei Mostri a Bomarzo. Ma la carriera di Zet è destinata a concludersi miseramente a Cinecittà, dove l’alieno verrà cacciato in malo modo dal set di un film di fantascienza.
13. Lombardia
Mia si diverte a fare la stilista ma Cipo e Zet, stanchi di farle da modelli, le propongono un viaggio in Lombardia alla scoperta di bellissime località: dalla Val Camonica con le sue pitture rupestri, al capoluogo Milano, capitale della Moda, e poi Bergamo, Mantova, il Lago di Garda e Cremona. Al termine della missione Cipo e Zet indosseranno la t-shirt di Go Go Around Italy, dimostrando alla stravagante stilista che anche nella moda la semplicità è il valore più importante.
14. Sicilia
Mia si improvvisa regista e tenta di dirigere Cipo e Zet nell'Amleto di Shakespeare. Non contenti dei ruoli assegnati, Cipo e Zet propongono di partire per un nuovo viaggio alla scoperta della Sicilia, con una puntata speciale a Palermo per conoscere da vicino l'Opera dei Pupi, proseguendo poi per Taormina, Catania, Siracusa. Tornati sulla Nuvola Volante Mia decide di abbandonare l'Amleto e di dirigere Cipo e Zet nel ruolo dei Paladini di Francia. Ma a chi toccherà interpretare l’eroico Orlando? La scelta si trasforma in una disputa tra Cipo e Zet che sfocia in un gran pandemonio.
15. Emilia-Romagna
Mia e Cipo insegnano a Zet ad andare in bicicletta, ma il nuovo viaggio in Emilia-Romagna, offrirà a Zet l'occasione per creare l’"F1”, uno skateboard per un divertentissimo "Giro d’Italia" nel parco dell'Italia in Miniatura, a Rimini, una delle tappe del tour insieme a Bologna, Ravenna e Ferrara. Il giro in skateboard è una delle tante esilaranti gag di cui Zet riesce a essere protagonista assoluto.
16. Sardegna
Si devono decidere i turni delle pulizie sull'astronave ma Mia scopre Cipo e Zet intenti a scattarsi selfie a raffica nel maldestro tentativo di diventare star dei social. La sfida tra i due a chi diventerà "Re dei Social" avrà come scenario la Sardegna, tra gare di like in luoghi fiabeschi, tra nuraghi, tombe dei giganti, domus de janas e fenicotteri. Cagliari, lo Stagno di Molentargius, Oristano, Luras, il canyon Gola di Gorropu e la spiaggia di Piscinas sono le mete del tour che si conclude con un tuffo nel mare cristallino dell'isola.
17. Piemonte
Cipo scatena il caos con i suoi esperimenti di magia sulla Nuvola Volante, ma ad arginarlo ci pensa Mia che lancia l'idea di una avventura in Piemonte: colpi di scena inaspettati caratterizzano le varie tappe: dalle altissime cime delle Alpi, alla bella Torino, passando per la magnifica Reggia di Venaria Reale, l'enorme Forte di Fenestrelle e le città di Novara e Cuneo. Il viaggio si conclude con una birichinata di Zet, mentre a Mia toccherà come sempre correre ai ripari.
18. Abruzzo
Mia dà lezioni a Cipo e Zet sulla necessità di rispettare la natura e  riciclare i materiali nel modo corretto. Proprio la natura è la protagonista del loro viaggio in Abruzzo che con i suoi parchi naturali protetti regalerà loro paesaggi straordinari e l’entusiasmante esperienza sul treno storico della Transiberiana d'Italia. Ancora una volta la passione di Zet per gli animali lo spinge a portarne uno sulla Nuvola Volante...è un orso, la cui presenza sarà motivo di grande scompliglio!
19. Basilicata
Zet, Cipo e Mia con la loro Nuvola Volante virano ancora più a sud e raggiungono la Basilicata. Attraverso le postazioni di "animal watching" scoprono il Parco del Pollino, l'antica città magnogreca di Metaponto, gli incantevoli Sassi di Matera e il Cristo Redentore di Maratea. Ancora una volta l'irrefrenabile passione per gli animali spinge Zet ad ospitare un lupo sull'astronave, caotica conclusione di un viaggio indimenticabile!
20. Friuli-Venezia Giulia
Cipo è preso dalla sua passione per i videogiochi quando i suoi due amici Mia e Zet gli propongono un'emozionante avventura in Friuli-Venezia Giulia. Da Trieste alle Dolomiti, passando per Udine, Aquileia e Palmanova, i tre scoprono curiosità e tradizioni della regione, oltre a luoghi insoliti come la Grotta Gigante, dove la sua paura dell’eco e le foto delle sue bizzarre reazioni faranno di Zet un fenomeno del web e dei videogiochi.

### Stagione 2
1.Toscana

## Personaggi principali e Doppiatori
- Mia - Nata a Gravina in Puglia, è una ragazzina di 12 anni semplice ma anche molto curiosa, intelligente e creativa. Ama molto lo sport e la moda ed è attentissima al suo look. Leggere libri e suonare il basso sono le altre sue passioni. Alla spiaggia ama nuotare molto e ama tuffarsi tra gli scogli mentre Zet si fa male. È la cuginetta di Cipo ed è sempre pronta a mettere ordine allo scompiglio creato dal ragazzino e dal loro nuovo amico Zet l'extraterrestre. Voce: Veronica Cuscusa
- Cipo - Nato anch'egli a Gravina in Puglia, ha 11 anni e si distingue per il suo carattere dispettoso e incline agli scherzi, soprattutto quelli, estremamente fantasiosi, con cui bersaglia il nuovo amico Zet. È decisamente arguto e grazie alle lezioni di Zet è in grado di guidare perfettamente l'astronave Nuvola Volante della quale è anche molto bravo a riparare i guasti meccanici. È olimpico e è fortissimo. Fa tutti gli sport che li fa'. Al lago, indossa uno speedo blu e si tuffa nel lago insieme a Mia. A scuola è molto svogliato e inventa di tutto pur di non studiare. Le sue più grandi passioni sono la musica e i videogiochi. Voce: Flavio Dominici
- Zet - Proveniente da una galassia remota e sconosciuta, è un extraterrestre dall'età indefinita. Ha tre occhi e la passione per la fotografia. Sulla Terra è arrivato nelle vesti di agente speciale con l'incarico di scoprire la formula segreta che ha reso l’Italia il Paese più bello del mondo. È goffo, strampalato, ipersensibile e ama ammirare estasiato le bellezze italiane, con una attenzione particolare agli animaletti che ne popolano il territorio. Ha una fidanzata, Zetta, di cui è follemente innamorato. Voce: Marco Altini
- Zlot, cugino di Zet - È considerato il bello della famiglia ed è anche un famosissimo attore. Secondo i canoni della bellezza aliena è avvenente e affascinante, con la sua pelle di un viola brillante ricca di squame e il suo sguardo seduttivo. Riesce ad ammaliare tutti, tranne Zetta, il cui unico occhione brilla soltanto per Zet. Voce: Davide Tassone.
- Zetta, fidanzata di Zet - Zetta è una bravissima pilota di Nuvole Volanti (a differenza di Zet) ed è proprio a scuola di volo intergalattico e supersonico che i due si sono conosciuti ed innamorati. Lei lo ha inoltre aiutato a superare i test per diventare primo agente segreto in missione sulla terra. Il sogno di Zetta è condividere almeno un’avventura con il suo amato agente speciale, ma per ora segue le sue avventure dalla Stazione centrale aliena. Zet e Zetta hanno in comune una grande passione per i cuccioli, sebbene le specie animali che popolano il loro pianeta siano molto diverse da quelle terrestri.[9][10] Voce: Alessandra Porgarti

## Riconoscimenti
Il 21 giugno 2024, nella nuova aula dei Gruppi Parlamentari della Camera dei Deputati, alla serie animata Go Go Around Italy è stato assegnato il Premio MOIGE - Un anno di zapping e di streaming Stagione 2023/2024, nella categoria Programmi per Bambini. Il premio è assegnato dal Movimento Italiano Genitori ai migliori prodotti TV (tradizionale e streaming), canali web e social, dedicati al pubblico più giovane e alle famiglie..